# Нестерпна легкість буття (фільм)
«Нестерпна легкість буття», (англ. The Unbearable Lightness Of Being), — американський фільм режисера Філіпа Кауфмана, (англ. Philip Kaufman), який вийшов на екрани в 1988 році. Екранізація однойменного роману Мілана Кундери, (чеськ. Milan Kundera).
Історія звичайного чеського лікаря, що цурався політики, але не жінок, яких він мав безліч. Однак Празька весна 1968 року змінює його життя. Хтось сприймає фільм як спритну еротичну спекуляцію на пекучу тему, іншим він здається точним зліпком свідомості, що кидається на всі боки, сучасного інтелектуала, тонким і вишуканим видовищем.

## Сюжет
Томас, успішний нейрохірург у комуністичній Чехословаччині, крутить роман із Сабіною, такою ж безтурботною художницею з Праги. Томаш вирушає до курортного містечка, щоб провести спеціалізовану операцію. Там він знайомиться з незадоволеною офіціанткою Терезою, яка прагне інтелектуальної стимуляції. Згодом вона розшукує його в Празі і переїжджає до нього, ускладнюючи Томашеві справи.
Томаш просить Сабіну допомогти Терезі знайти роботу фотографа. Тереза одночасно зачарована і ревнива, коли дізнається, що Сабіна і Томаш — коханці, але все ж таки розвиває ніжну дружбу з Сабіною. Томаш одружується з Терезою під час простої церемонії, під час якої обоє безперестанку сміються. Терезу продовжує засмучувати Томашева нерозбірливість у зв'язках, і хоча вона подумує про те, щоб покинути його, вона ще більше прив'язується до нього, коли Радянська армія вторгається в Чехословаччину. Серед безладу Тереза фотографує демонстрації проти радянських військ, а потім передає рулони плівки іноземцям, щоб ті переправили їх на Захід. Не бажаючи стикатися з отупляючою реальністю, що приходить на зміну Празькій весні, Томаш, Сабіна і Тереза тікають з Чехословаччини до Швейцарії; першою їде Сабіна, а згодом за нею — нерішучі Томаш і Тереза.
У Женеві Сабіна знайомиться з Францом, одруженим університетським професором; у них починається роман. Зрештою, він вирішує покинути свою дружину і сім'ю заради неї. Дізнавшись про його плани, Сабіна покидає його, відчуваючи, що він емоційно обтяжує її. Тим часом Тереза і Томаш намагаються адаптуватися до Швейцарії, але люди здаються Терезі негостинними. Коли вона дізнається, що Томаш продовжує залицятися до жінок, вона покидає його і повертається до Чехословаччини. Засмучений її від'їздом, Томаш слідує за Терезою до Чехословаччини, де його паспорт конфіскують, не даючи йому можливості виїхати знову; його повернення радує Терезу, і вони возз'єднуються.
Томаш намагається відновити свою практику, але дошкульна стаття, яку він написав перед вторгненням, критикуючи підтримуваний Радянським Союзом чеський режим, робить його політичним дисидентом. Режим вимагає його підпису під листом зі спростуванням статті, стверджуючи, що стаття Томаша розпалює антикомуністичні настрої. Томаш відмовляється, і його заносять до чорного списку лікарів, які не мають права займатися медичною практикою. Він знаходить роботу мийника вікон і продовжує залицятися до жінок, спокушаючи дочку високопоставленого чиновника.
Працюючи офіціанткою, Тереза знайомиться з інженером, який робить їй пропозицію. Знаючи про зради Томаша, вона вступає з інженером в єдиний, безпристрасний сексуальний зв'язок. Докоряючи собі докорами сумління, вона боїться, що інженер міг бути таємним агентом режиму, який може донести на неї і Томаша. Вона подумує про самогубство на березі каналу; випадково Томаш проходить повз Терезу і зачіпає її за спину.
Втомлена міським життям, Тереза переконує Томаша виїхати з Праги в село; вони їдуть до села, де їх приймає старий пацієнт Томаша. У селі вони живуть ідилічним життям, далеким від політичних інтриг Праги. Натомість Сабіна виїхала до США, де продовжує свій відсторонений богемний спосіб життя. Пізніше Сабіна шокована листом, в якому повідомляється, що Тереза і Томаш потрапили у смертельну автомобільну аварію.
Фільм закінчується короткою сценою, де Томас і Тереза їдуть сільською дорогою під дощем незадовго до аварії, і Томас мирно висловлює Терезі відчуття свого щастя.

## Саундтрек
Фільм використовує музику Леоша Яначека, а також пісню «Hey Jude» у виконанні Марти Кубішової чеською мовою.

## Ролі виконують
| Juliette Binoche | Daniel Day-Lewis | Lena Olin |
| ---------------- | ---------------- | --------- |

- Деніел Дей-Льюїс, (Daniel Day-Lewis) — Томаш
- Жюльєт Бінош, (Juliette Binoche) — Тереза
- Лена Олін, (Lena Olin) — Сабіна
- Дерек де Лінт, (Derek de Lint) — Франц
- Даніель Ольбрихський, (Daniel Olbrychski) — представник МВС
- Ерланд Джозефсон, (Erland Josephson) — колишній посол
- Стеллан Скашгорд, (Stellan Skarsgård) — інженер
- Павло Ландовський, (Pavel Landovsky) — Павло
- Дональд Мофат, (Donald Moffat) — головний хірург
- Томаш Борковський, (Tomasz Borkowski) — Іржі

## Зйомки
Фільм знятий американським режисером Філіпом Кауфманом, але в ньому грають переважно європейські актори. Фільм знімався у Франції; у сценах, що зображують радянське вторгнення до Чехословаччини, архівні кадри поєднуються з новим матеріалом, знятим у Ліоні. Сцена, в якій Томас займається сексом з жінкою під час миття вікон, була знята в тоді ще не відреставрованому готелі «Бове» в 4-му окрузі Парижа (зараз там знаходиться Адміністративний апеляційний суд).

## Адаптація
Кундера був активним консультантом під час зйомок фільму. Кундера написав вірш, який Томаш шепоче на вухо Терезі, коли вона засинає, спеціально для фільму.
Однак у примітці до чеського видання книги Кундера зазначає, що фільм має дуже мало спільного з духом роману та його героями. У тій же примітці Кундера каже, що після цього досвіду він більше не допускає жодних екранізацій свого твору. Багато критиків зосередилися на тому, наскільки вдало книга була відображена або могла бути відображена на плівці; однак деякі коментатори, такі як Катріс Патрік, стверджують, що фільм слід розглядати в іншому світлі, з книгою як лише одним із джерел натхнення.

## Сприйняття
Фільм отримав високу оцінку критиків. На сайті агрегатора рецензій Rotten Tomatoes він має рейтинг схвалення 85 %, що базується на 27 рецензіях. Консенсус на сайті звучить так: «Досліджуючи сексуальні звичаї на тлі реальних соціальних потрясінь, „Нестерпна легкість буття“ майстерно поєднує політичне та еротичне».
Фільм був номінований на дві премії «Оскар»: Жан-Клод Каррьєр і Філіп Кауфман за найкращий адаптований сценарій та Свен Ніквіст за найкращу операторську роботу. Американський інститут кіномистецтва поставив фільм на 87 місце у своєму списку 100 найкращих американських фільмів про кохання за 100 років за версією AFI.

## Нагороди і номінації
- 1989 — премія Британської кіноакадемії за найкращий адаптований сценарій (Філіп Кауфман, Жан-Клод Карр'єр)
- 1989 — премія «Незалежний дух» за найкращу операторську роботу (Свен Нюквіст)
- 1989 — дві премії Національного товариства кінокритиків США: найкращий фільм, найкращий режисер (Філіп Кауфман)
- 1989 — дві номінації на премію «Оскар»: найкраща операторська робота (Свен Нюквіст), найкращий адаптований сценарій (Філіп Кауфман, Жан-Клод Карр'єр)
- 1989 — дві номінації на премію «Золотий глобус»: найкраща драма, найкраща жіноча роль другого плану (Лена Олін)

## Домашні медіа
Відреставровану в цифровому форматі версію фільму було випущено на DVD компанією The Criterion Collection у листопаді 1999 року. Реліз містить аудіокоментарі режисера Філіпа Кауфмана, співавтора Жана-Клода Каррьєра, редактора Волтера Мерча та актриси Лєни Олін. 28 лютого 2006 року фільм було перевидано на DVD компанією Warner Home Video у вигляді 2-дискового спеціального видання.

## Саундтрек
У фільмі широко використовуються класичні твори чеського композитора Леоша Яначека, особливо його фортепіанна композиція «На зарослій стежці». У фільмі також звучить пісня The Beatles «Hey Jude» у виконанні Марти Кубішової чеською мовою, а також традиційна чехословацька народна пісня «Joj, Joj, Joj» у виконанні Ярміли Шулакової та Войтеха Йочека.

## Збереження
Фільм «Нестерпна легкість буття» був збережений Кіноархівом Американської кіноакадемії (англ. Academy Film Archive) у 2019 році.